# Eloi Pino
Eloi Pino (Sant Llorenç de la Salanca, Rosselló, 24 de juny del 1845 - Mas Pino, Sant Llorenç de la Salanca, 8 de maig del 1907) fou un oficial de marina mercant i comerciant català, fundador de la ciutat de Djibouti, a l'actual república del mateix nom, l'any 1888.

## Biografia
Fill d'un cafeter de Sant Llorenç, estudià i obtingué el títol de capità de vaixell. Sembla que durant un temps es dedicà a activitats pirates.
El 1879 creuà el canal de Suez com a empleat de la casa Tramier & Lafage de Marsella, amb la finalitat de crear lligams comercials amb el reialme de Shoa (una regió del que aleshores s'anomenava Abissínia). Juntament amb un comerciant anomenat Louis Auguste Bremond organitzaren caravanes d'armes, que intercanviaven per cafè i altres productes exòtics destinats al mercat francès. Després de la fallida de la casa Tramier el 1882, Bremond i Pino s'establiren pel seu compte. Pino treballà durant un temps amb el poeta Arthur Rimbaud (establert a Harari des del 1884) en el comerç de teixits i d'armes; unes armes de les quals n'havia desesperadament menester l'etíop Leul Sahle Maryam, futur emperador del país amb el nom de Menelik II.
Per a enviar les seves mercaderies per via marítima, Eloi Pino posà els seus ulls sobre un terreny que, des del 1884 era un protectorat francès sobre el prèviament existent sultanat de Tadjoura. Aquest terreny, Ras Djibouti, era arrecerat, tenia aigua en abundància (indispensable per a les caravanes) i a més era un punt estratègic perquè s'hi encreuaven les rutes terrestres que venien del territori de Shoa amb les marítimes que unien el Mar Roig, la costa oriental africana i els subcontinents aràbic i índic. El 1887, Pino hi habilità un port i el 1889 s'hi feu construir una mansió, embrions de la futura ciutat. El 1888 s'havia associat amb el seu vell amic Bremond, fundador de les "Factoreries Françaises d'Obock"; aquest, quan 1891 l'administració francesa d'Obock es traslladà a la nounada i més arrecerada ciutat, des d'aquell any també capital de la Somàlia francesa. A finals del 1891 Pino tornà a Sant Llorenç, i al 21 d'octubre es casà amb una noia de Morellàs, Teresa Fourcade, abans de tornar a l'Àfrica. El 1894 construí l'"Hôtel des Arcades", i el 1896 en confia la direcció al seu gendre, Joseph Garrigue (nadiu de Santa Maria la Mar).
Cansat per una vida de privacions, Pino cedí el protagonisme i la direcció dels seus afers al seu emprenedor cunyat, que el mateix any que arribà ja obrí una factoria a Harar i una altra a Dire Dawa (les dues, poblacions d'Etiòpia). Posteriorment creà un sindicat d'empresaris que el 1907 esdevingué la Cambra de Comerç de Djibouti. El 1897 s'inicià la construcció del ferrocarril que uniria Djibouti amb Addis Abeba, la nova capital de Menelik II, un ferrocarril que substituiria les caravanes de camells i permetria incrementar el comerç. Retirat, Pino s'establí a Sant Llorenç i s'hi fa construir el mas Pino. Tornà un cop, només, a Djibouti: de l'octubre del 1898 a maig del 1899.
La seva vila natal li dedicà un carrer.